# Christian Frenzel
Christian Frenzel (* 8. Januar 1963 in Uetersen) ist ein deutscher Richter, Politiker (SPD) und ehemaliger Chef der Staatskanzlei des Landes Mecklenburg-Vorpommern.

## Leben
Frenzel wurde als Sohn des Polizeipräsidenten und Staatsrats in Hamburg Jürgen Frenzel 1963 in Uetersen geboren und verbrachte seine Jugend in Uetersen. Er besuchte dort das Ludwig-Meyn-Gymnasium, wo er 1984 sein Abitur absolvierte.
Frenzel war Trainer der Jugendmannschaft der Faustballabteilung des TSV Uetersen, deren Auswahl 1983 beim Deutschen Turnfest in Frankfurt Turnfestsieger wurde und die gesamte deutsche Spitze in Jugendfaustball deklassierte. Seit 1990 lebt er in Mecklenburg-Vorpommern. Nach dem Jura-Studium wurde Frenzel 1994 Richter und war an verschiedenen Gerichten tätig, zuletzt als Direktor des Amtsgerichts Schwerin und im Justizministerium.
Ab Juni 2013 leitete Frenzel die Energieabteilung im Energieministerium. Er ist ehrenamtlicher Präsident des Landesturnverbandes Mecklenburg-Vorpommern.
Frenzel war Mitglied der 13. sowie der 14. Bundesversammlung.
Vom 14. Januar 2014 bis 22. Januar 2018 war Frenzel als Nachfolger von Christian Pegel Chef der Staatskanzlei von Mecklenburg-Vorpommern.
Danach war er Vorsitzender Richter am Oberlandesgericht Rostock. Am 18. Januar 2024 wurde er als künftiger Bürgerbeauftragter des Landes Mecklenburg-Vorpommern vorgeschlagen.

## Schriften
- TSV Uetersen: 100 Jahre TSV Uetersen, 1898–1998 (Sport Schafft Freundschaften). 1998. (S. 81)